# 松本勝
松本 勝（まつもと まさる、1973年4月30日 - ）は、日本の俳優である。大阪府出身。身長175cm。血液型はO型。

## 人物
体重は70kgから75kg。
B96cm／W83cm／H93cm／靴のサイズは27cm。
特技は歌で特にブルースとソウルを得意とする。普通自動車免許の他に自動二輪中型免許をもつ。
1997年1月には、アメリカ・ニューヨークのアポロ・シアター・アマチュアナイトで1位獲得。

## 出演

### テレビ
- KTV「BRIDGE はじまりは1995.1.17神戸」 - 九頭竜 役
- ＣＸ「赤バッヂ」
- NHK-BS「アイアングランマ2」第1話 - 近藤 役
- ＥＸ「警視庁捜査一課９係」第8話
- BSジャパン時代劇 第4話「髪結い藤吉」 - 勝兵衛 役
- NTV「ヒガンバナ〜警視庁捜査七課〜」 - 警視庁捜査一課捜査員：竹本 役（レギュラー）
- TX「警視庁捜査一課0係」 - 刑事：井村 役
- NHK-BS「大岡越前」第1話 - 泥棒：九郎助 役
- ＴＢＳ「ポセイドンの罰」
- ＴＸ「最恐映像ノンストップ３」
- WOWWOW「罪人の嘘」
- NHK朝の連続テレビ小説「花子とアン」第97話
- NHK「タイムスクープハンター2」第3話 - 谷五郎 役
- EX「警視庁捜査一課〜ヒラから成り上がった最強の刑事！」 - 今井巡査 役
- EX「監察官・羽生宗一」 - 鑑識課員 役
- EX「BORDER 警視庁捜査一課殺人犯捜査第4係」第5話 - 鑑識班：田沼 役
- KTV「新・ミナミの帝王」 - 置田刑事 役
- CX「神戸新聞の7日間」 - 消防士 役[3]
- EX「はぐれ刑事純情派最終回SP」
- TX「ルビコンの決断2009政権交代」

### 舞台
- 新釈・ロクモンセン〜真田十勇士伝説（全労済ホール スペース・ゼロ）- 徳川家康 役
- THE WINDS OF GOD（原作・脚本・演出：今井雅之）
- 手をつないでかえろうよ〜シャングリラの向こうで〜（原作・脚本・演出：今井雅之）
- ガラスの怪物（2017年9月13日 - 19日、下北沢 小劇場B1、作・演出：渋谷悠）
- しがさん無事？ are you alright, my-me？（2019年5月7日 - 12日、下北沢 小劇場B1、作・演出：青山真治）

### 映画
- 「THE WINDS OF GOD-KAMIKAZE-」
- 「BOX-袴田事件 命とは-」
- 「ザ・ボディガード完結編」
- 「麻省飛翔伝 哭きの竜外伝1&2」
- 「心霊病棟ささやく死体」
- 「キリン」
- 劇場版タイムスクープハンター（2013年、ギャガ）
- 「Death March」
- 64-ロクヨン-（2016年、東宝） - 刑事 役
- 手をつないでかえろうよ～シャングリラの向こうで～
- ひかりの歌
- 「桐島です」（2025年、渋谷プロダクション）[4]

### Vシネマ
- 「日本抗争烈島 三極志」（2019年）
- 「ザ・闇金融道（2012年）」 - 綿貫 役
- 「BLACK　ANGELS 2&3」
- 「むこうぶち10」
- 「ドリフトヒーロー」
- 「実録・侠魂」
- 「大強盗～ギャングな奴ら～」
- 「大強盗～完結編～」
- 「ギャングコネクション」
- 「ゼロヨンファイター」

### CM
- ラクーンフィナンシャル「URIHO」

- 小林製薬「アンメルツゴールドEX」パネル編